# جلندر
شهر جلندر (به انگلیسی: Jalandhar) با جمعیت ۸۸۰٫۵۱۳ نفر در ایالت پنجاب در کشور هند واقع شده‌است.